# 's Nachts in mijn dromen
's Nachts in mijn dromen is een nummer van de Nederlandse band Van Dik Hout uit 1995. Het is de vierde en laatste single van hun titelloze debuutalbum.
De originele versie van het nummer bleef slechts een albumtrack. Een liveversie, opgenomen tijdens het concert dat Van Dik Hout op 2 mei 1995 in de Patronaat in Haarlem gaf, werd op single uitgebracht om de verkoop van hun debuutalbum een impuls te geven. Ook werd het als extra CD aan het album gevoegd. Het gevolg was dat de single niet erg hoog in de hitlijsten terecht kwam, maar het album wel weer hernieuwd onder de aandacht kwam. De single bereikte een bescheiden 32e positie in de Nederlandse Top 40, waarmee het wel de grootste hit voor Van Dik Hout werd sinds Stil in mij.